# Gotthard Kettler
Gotthard von Kettler, después Gotthard Kettler (también escrito Ketteler, en alemán: Gotthard Kettler, Herzog von Kurland; c. Anröchte, 2 de febrero de 1517 - Mitau, 17 de mayo de 1587), fue el último Maestro de la Orden Livona y el primer Duque de Curlandia y Semigalia.

## Biografía
Kettler provenía de una antigua familia de nobles de Westfalia y era el noveno hijo del caballero alemán Gotthard Kettler zu Melrich (mencionado entre 1527-1556) y su esposa Sofía de Nesselrode. El hermano mayor de Gotthard, Guillermo Kettler, fue obispo de Münster entre 1553 y 1557.
En 1554, Gotthard Kettler se convirtió en el Komtur de Dünaburgo, y en 1557 Komtur de Fellin. En 1559, durante la Guerra Livona (1558-1582) sucedió a Guillermo von Fürstenberg como Maestro de la Orden Teutónica en Livonia. Cuando la Confederación Livona comenzó a ser presionada cada vez más por el Zar Iván el Terrible, Kettler se convirtió al luteranismo y secularizó Semigalia y Curlandia. Basándose en el Tratado de Vilna (28 de noviembre de 1561), creó el Ducado de Curlandia y Semigalia como Estado vasallo del Gran Ducado de Lituania, el cual se fusionaría poco después en la República de las Dos Naciones.
El 11 de marzo de 1566, Kettler se casó con Ana de Mecklemburgo, hija de Alberto VII de Mecklemburgo-Güstrow y la Princesa Ana de  Brandeburgo. Murió el 17 de mayo de 1587 en Mitau (Mitawa polaca, Jelgava letona). Sus herederos gobernaron Curlandia hasta 1737.

## Descendencia
1. Federico Kettler (1569-1642)
2. Guillermo Kettler (1574-1640)